# Храм Светог Николаја у Великом Боњинцу
Храм Светог Николаја у Великом Боњинцу, црква, подигнут је 1866.године а освећен 1890. године налази се у Великом Боњинцу, Црква припада Власотиначком намесништву и Нишкој епархији.

## Историјат
На основу записа на каменој плочи која се налази са јужне стране Цркве а и на основу архива Српске православне цркве Црква је подигнута 1866. године а 1890. је освећена. Црква је имала дограђен трем са западне стране. Данас је тај трем порушен и у току је изградња новог трема. У току другог светског рата Бугари су спалили сву архиву.

## Реновирање
Реновирање цркве почело је 2012.године захваљујући Илић Николи и осталим мештанима села. Добровољне прилоге у новцу и материјалу дали су и још дају (2019.г.) мештани и пријатељи из „расејања“ а мештани дају прилоге. Већи део радова извели су сами сами мештани  кроз добровољни рад.
Средином 2019.г. остало је да се уреде поједини делови унутрашњости цркве.

## Галерија
- Црква 2019.
- Звоник 2019.
- Олтар 2019.
- Сто 2019
- Врата у цркви 2019.
- Унутрашњост цркве 2019.
- Иконе
- Иконе